# Coccorchestes gambeyi
Coccorchestes gambeyi är en spindelart som först beskrevs av Simon 1910.  Coccorchestes gambeyi ingår i släktet Coccorchestes och familjen hoppspindlar. Inga underarter finns listade i Catalogue of Life.